# Grammoptera erythropus
Grammoptera erythropus là một loài bọ cánh cứng trong họ Cerambycidae.